# Toya (Mali)
Toya ist eine Commune im Kreis Yélimané in der Region Kayes im südwestlichen Mali. Das Verwaltungszentrum (chef-lieu) ist die Kleinstadt Yaguine. 2009 hatte die Kommune ca. 12.922 Einwohner.

## Geographie
Toya liegt in der Ebene an den Quellbächen (Fiumara) des Kolimbine. Es erstreckt sich von Norden bei Bidandij über Yaguine nach Süden bis nach Béna. Eine wichtige Verkehrsverbindung ist die RN 23. Sie verläuft südlich von Yaguine, entlang eines Wadis.